# 林滔
林滔（1912年9月—1995年），原名林啟鍠，曾化名林子秀，中國共產黨黨員，福建省福州府人，16歲在印尼工作參與反政府遭驅逐，23歲赴日留學，1937年抗戰爆發返國加入新四軍任政工科長，歷任敵工部副部長、部長、中華人民解放軍福州軍區政治部聯絡部部長、解放軍參謀部二部副局長、廣西軍區副司令員、廣東軍區顧問等職，1981年離休，1995年逝世。

## 生平
林滔，1912年9月出生於福建省福州府（今福州市），由於福建山多田少生活困難，當地多有仲介前往南洋工作的機會，林滔大哥即在印尼經商，1928年林滔由華僑仲介前往印尼泗水一首飾鋪擔任華工，受其二哥林仲影響加入共產黨，在印尼從參加反帝大同盟赤潮運動，1932年遭印尼當局逮捕，1934年獲釋，並遭到印尼政府驅逐。1935年，林滔赴日本留學，進入日本明治大學經濟專科就讀，參加中國共產黨東京支部反日活動。
 1937年抗戰爆發後放棄學業返國，1938年隨其兄進入延安加入新四軍，由於精通日文，被派任海外工作團，武漢失守後，派任到西北軍何基灃部發展其加入中共，並擔任敵後工作，1939年奉派新四軍第五師李先念部任政工科長、敵工部部長等職。透過林滔接收日本戰俘，送重慶由周恩來主持的第五戰區軍委會政治部及鹿地亘主持之日本俘虜管訓機構，林滔並舉辦敵工幹訓班，訓練幹員與日本戰俘以此組織敵工隊，在日本扶植的偽政府區活動，進行敵後工作，吸收日軍與偽政府人員加入共產黨。

1949年福州解放後，林滔擔任解放軍福州軍區政治部聯絡部部長，參與粟裕「中共福建省委會台灣解放工作委員會」解放台灣的敵後工作，派遣許多特工進入馬祖及台灣，如陳蓮亭、陳力群、李里光、陳明貴、林戟等，八二三炮戰時吉普車遭砲彈擊中額頭留下傷痕，歷任解放軍參謀部二部副局長、廣西軍區副司令員。
1966年文革開始後，林滔受到迫害關押，下放五七幹校，妻子亦關進牛棚，大哥因為是印尼僑商遭到抄家，家人皆死於文革時期，二哥林仲也下放五七幹校，1976年文革結束後擔任廣東軍區顧問，1981年離休，1995年逝世。

## 家庭
- 二哥林仲：原名林啟鐸，1906年生，早年經商於印尼，1926年曾就讀廣州中山大學留學莫斯科，加入共產黨，1930年返國在上海從事工人運動，1931任中共福建省委及《紅旗》雜誌主編，遭國民黨逮捕後釋放赴印尼、菲律賓等地從事革命活動，1937年返回延安，歷任新華社編譯、中央組織部團長、海外工作委員、中央情報部英美組組長、衛生部國際聯絡室主任、社科院情報研究室主任、廣東社科院顧問、廣東省第四屆政協委員、廣東省第五屆人大常委，1990年逝世。